# دهستان سنجبد شمالی
دهستان سنجبد شمالی یا فولادلوی شرقی نام دهستانی در بخش مرکزی شهرستان کوثر، استان اردبیل در ایران است. براساس سرشماری مرکز آمار ایران در سال ۱۳۸۵، جمعیت آن ۵۱۸۲ نفر (۱۰۳۹ خانوار) بوده‌است.